# Corallomycetella heinsenii
Corallomycetella heinsenii är en svampart som beskrevs av Henn. 1904. Corallomycetella heinsenii ingår i släktet Corallomycetella och familjen Nectriaceae.   Inga underarter finns listade i Catalogue of Life.